# Natalia Chatzigiannidou
Natalia Chatzigiannidou (griechisch Ναταλία Χατζηγιαννίδου, * 19. Juli 1979) ist eine griechische Fußballspielerin. Die Spielerin nahm 2004 mit der griechischen Fußballnationalmannschaft der Frauen an den Olympischen Spielen in ihrer Heimat teil und ist Rekordnationalspielerin ihres Landes.

## Karriere

### Verein
Chatzigiannidou spielte 2004 bei Filiriakos Florina, dem griechischen Meister von 2000. Seit mindestens der Saison 2009/10 spielte sie für PAOK Saloniki und nahm an der ersten Austragung der UEFA Women’s Champions League in der K.-o.-Runde teil, war dort dem englischen Meister Arsenal aber zweimal mit 0:9 unterlegen. In der Qualifikation der UEFA Women’s Champions League 2015/16 erreichte sie mit PAOK das Sechzehntelfinale, in der die Mannschaft aber dem schwedischen Vizemeister KIF Örebro in zwei Spielen unterlag. In der Gruppenphase hatte Chatzigiannidou mit zwei verwandelten Strafstößen mit dazu beigetragen, das PAOK erstmals seit der Saison 2010/11 wieder die K.-o.-Runde erreicht hatte. Insgesamt bestritt sie bisher 18 Spiele in der Champions League, in denen sie zwei Tore schoss.

### Nationalmannschaft
Da Griechenland als Ausrichter der Olympischen Spiele 2004 automatisch qualifiziert war, konnte Chatzigiannidou 2004 an den Olympischen Spielen teilnehmen. Die Griechinnen starteten in der einzigen Vierergruppe und verloren alle Spiele. Die 25-jährige Chatzigiannidou kam dabei in den Spielen gegen Australien und die USA zum Einsatz, wurde dabei zur zweiten Halbzeit aber jeweils ein- oder ausgewechselt. Für weitere Turniere konnten sich die Griechinnen nicht qualifizieren. In der Qualifikation für die Europameisterschaft 2005 starteten die Griechinnen in der B-Kategorie und hatten damit von vornherein keine Chance sich zu für die Endrunde zu qualifizieren, konnten aber in die A-Kategorie aufsteigen. Auch nachdem für die Qualifikation zur EM 2009 die Unterscheidung in A- und B-Kategorie aufgehoben wurde, konnten sie sich nicht für die Endrunde qualifizieren. 2009 wurden sie Gruppenletzte und 2013 ohne einen Sieg Vorletzte. Auch in den Qualifikationen für die Weltmeisterschaften scheiterten die Griechinnen regelmäßig in der Gruppenphase: 2003 startete die Mannschaft in der B-Kategorie ohne Chance sich zu qualifizieren, 2007 bedeutete der letzte Platz nach acht verlorenen Spielen den erneuten Abstieg in die B-Kategorie für die EM-Qualifikation 2009, die aber dann aufgehoben wurde, 2011 erreichte man mit dem dritten Platz das beste Ergebnis, hatte mit der Entscheidung um den Gruppensieg nichts zu tun, da die Spiele gegen die beiden besten Mannschaften verloren wurden und 2015 konnte man nur die erstmals teilnehmenden Albanerinnen hinter sich lassen. Da die europäischen Mannschaften sich immer über die WM-Endrunden für die Olympischen Spiele qualifizieren, hatte sie daher keine Möglichkeit erneut an einem olympischen Fußballturnier teilzunehmen.
Als Kapitänin der griechischen Mannschaft nahm sie an der Abstimmung zur Weltfußballerin 2008 und 2011 teil. 2014 stimmte sie mit darüber ab welcher Trainer bzw. welche Trainerin einer Frauenmannschaft Trainer des Jahres wurde.
In der am 7. Januar 2011 veröffentlichten FIFA-Liste der Spielerinnen mit mindestens 100 Länderspielen wurde sie mit 97 Spielen geführt. In der nicht mehr im Internet verfügbaren Liste vom 9. Februar 2011 wird sie mit 101 Spielen genannt, zwischen dem 7. Januar und dem 9. Februar 2011 hat die griechische Mannschaft aber keine von der FIFA gezählten Länderspiele durchgeführt. Nach dem 9. Februar 2011 wurde sie in mindestens 28 Spielen eingesetzt. Für acht Spiele liegen keine Aufstellungen vor. Sie wäre damit in mindestens 129 Länderspielen zum Einsatz gekommen – sofern die Zahl von 101 Länderspielen in der FIFA-Liste korrekt ist. Die griechische Frauennationalmannschaft trug in der fraglichen Zeit allerdings nur 93 von der FIFA gezählte Länderspiele aus und bei mindestens zweien dieser Spiele wurde Chatzigiannidou nicht eingesetzt. Der isländische Verband listete sie vor dem Spiel der Isländerinnen gegen die Griechinnen am 26. Juni 2008, bei dem sie nicht zum Einsatz kam, mit 91 Länderspielen und 8 Länderspieltoren. Danach kam sie in 36 Spielen zum Einsatz und hätte so mittlerweile mindestens 127 Länderspiele gemacht. Für 10 Spiele liegen keine Aufstellungen vor.